# Kotipelto
Kotipelto est un groupe finlandais de power metal. Kotipelto est à la base un groupe solo auto-fondé du chanteur Timo Kotipelto (du groupe Stratovarius). Après trois albums, le projet est mis en pause en 2008.

## Histoire
Kotipelto est formé en 2001 par Timo Kotipelto, chanteur du groupe Stratovarius. La fondation a été rendue possible par une pause dans Stratovarius de 2001 à 2002, lorsque plusieurs membres passaient leur temps libre à faire leurs propres albums solo. 
Le premier album du groupe est enregistré avec l'aide de plusieurs artistes, qui sont tous de bons amis de Timo : Michael Romeo (Symphony X), Jari Kainulainen (ex-Stratovarius, Evergrey), et Gas Lipstick (HIM), entre autres. L'album sort en 2002 et s'intitule Waiting for the Dawn,,,. Il est précédé d'un single intitulé Beginning, également sorti en 2002.
Le groupe se met en pause pendant deux ans, Timo étant occupé à réaliser les deux nouveaux albums de Stratovarius en 2003. Cependant, à la fin de l'année, la première crise de Stratovarius et le départ de Kotipelto donnent à Timo l'occasion de se concentrer à nouveau sur son propre groupe solo. Cela conduit à la sortie de deux singles (Reasons et Take Me Away) et de l'album Coldness en 2004,. L'album attire l'intérêt de la presse spécialisée,,.
Kotipelto fait ensuite une nouvelle pause, après la reformation de Stratovarius fin 2004 qui commence à travailler sur un nouvel album et à organiser des concerts. En 2006, un single de Kotipelto, Sleep Well, sort de manière inattendue, suivi par le troisième album de Kotipelto, Serenity, en 2007,,, succédé d'un clip. Outre les grands noms du passé, l'album comprend également le claviériste Janne Wirman (de Children of Bodom et Warmen). Cependant, la légitimité de l'album est remise en question par les critiques, car Stratovarius devait commencer à enregistrer son nouvel album après une longue tournée, dont la sortie était prévue pour 2008. Timo décide cette même année de mettre son groupe en pause à durée indéterminée.

## Thèmes
Les thèmes de l'Égypte antique, les mélodies et les éléments mythiques jouent un rôle majeur dans son style musical et ses paroles, en particulier sur son premier album Waiting for the Dawn.

## Membres
- Timo Kotipelto

### Musiciens invités
- Michael Romeo – guitare
- Roland Grapow – guitare
- Juhani Malmberg – guitare
- Tuomas Wäinölä – guitare
- Sami Virtanen – guitare
- Jari Kainulainen – basse
- Lauri Porra – basse
- Mikko Härkin – claviers
- Janne Wirman – claviers
- Mirka Rantanen – batterie
- Gas Lipstick – batterie

## Discographie

### Albums studio
- 2002 : Waiting for the Dawn
- 2004 : Coldness
- 2007 : Serenity

### Singles
- 2002 : Beginning
- 2004 : Reasons
- 2004 : Take Me Away
- 2006 : Sleep Well